# Frandy Montrevil
Frandy Montrevil (né le 14 janvier 1982) est un footballeur haïtien.
Il évolue au poste de gardien de but au Valencia Léogâne, club du championnat d'Haïti de football.

## Biographie

### En club
Frandy Montrevil commence sa carrière avec le Zénith Cap-Haïtien en 2005. Il reste avec l'équipe jusqu'en 2011 où il rejoint le Valencia Léogâne.

### En équipe nationale
Montrevil joue son premier match international en 2006. 
En 2012, il est titulaire pour un match de qualification pour la Coupe caribéenne des nations 2012 en plus de l'être pour deux rencontres de la compétition.